# 磁気流体力学
磁気流体力学（じきりゅうたいりきがく）または磁性流体力学（じせいりゅうたいりきがく、英語: magnetohydrodynamics）とは、電導性の流体を扱うように拡張された流体力学であって、電磁流体力学（でんじりゅうたいりきがく）とも呼ばれ、またしばしばmagneto-hydro-dynamicsの頭文字をとってMHDと称せられる。

## 総説
磁気流体力学の基本的アイデアは、電導性流体の中では流体の運動が磁場の変化をもたらして電流を誘起し、その電流と磁場との相互作用から流体への力を生じ、よって流体の運動自身が変化する、というものである。対象とする物質は主に液体金属（水銀や地球の外核など）とプラズマである。そして基礎方程式として通常の流体力学の基礎方程式（ナビエ-ストークス方程式と連続の式）と電磁場のマクスウェルの方程式とを組み合わせて用いる。
磁気流体力学は1942年に宇宙の諸現象研究の過程でスウェーデンのハンス・アルヴェーンが発表した論文、すなわち今日アルヴェーン波として知られている磁場中電導性流体特有の波の存在を述べた論文から始まった。そしてアルヴェーン自身を含む多くの人々の研究により大きく発展し、今日では宇宙空間物理学研究や熱核融合研究の基礎として広く用いられている。アルヴェーンは「電磁流体力学の基礎研究、プラズマ物理学への応用」により1970年にノーベル物理学賞を受賞した。

## 磁気流体力学の仮定
磁気流体力学では、使用の実態に即して、近似として通常次の仮定がなされる。
まず、ここで扱うのは電気伝導度の相当よい流体であるから、導体の電気力学に倣って変位電流を無視し、磁場 B と電流 j とはアンペールの法則で結び付けられているとする。すなわち
{\displaystyle {\mbox{rot}}{\boldsymbol {B}}=\mu {\boldsymbol {j}}}　　:（1）
ここで {\displaystyle \mu } は流体の透磁率で、定数と仮定されている。
ついで流体はほぼ中性とし、電荷を流体が運ぶことで生ずる対流電流は伝導電流と比較して小さいとして無視し、電流は伝導電流のみであるとする。そしてそれはオームの法則により定まるとする。すなわち
{\displaystyle {\boldsymbol {j}}=\sigma \left({\boldsymbol {E}}+{\boldsymbol {v}}\times {\boldsymbol {B}}\right)}　　：（2）
ここで {\displaystyle \sigma } は流体の電気伝導度である。ただし、この仮定は電荷密度{\displaystyle \rho _{e}} を 0 とすることではない。実際、上記2つの式からE を求めてガウスの式 {\displaystyle \rho _{e}={\mbox{div}}(\epsilon {\boldsymbol {E}})} に代入すれば 0 でない {\displaystyle \rho _{e}} が求まる。ここで{\displaystyle \epsilon } は流体の誘電率である。
また、これら2つの式を用いて、電磁誘導に関するマクスウェルの式 {\displaystyle {\mbox{rot}}{\mathit {E}}+\partial {\boldsymbol {B}}/\partial t=0} から電場 E を消去すると、次の誘導方程式が得られる。
{\displaystyle {\frac {\partial {\boldsymbol {B}}}{\partial t}}={\mbox{rot}}({\boldsymbol {v}}\times {\boldsymbol {B}})+{\frac {1}{\sigma \mu }}\Delta {\boldsymbol {B}}}　　：（3）
ここで{\displaystyle {\mbox{rot}}\ {\mbox{rot}}{\boldsymbol {B}}={\mbox{grad}}\ {\mbox{div}}{\boldsymbol {B}}-\Delta {\boldsymbol {B}}=-\Delta {\boldsymbol {B}}} を用いた。また {\displaystyle \sigma } は定数と仮定した。
なおまた、運動方程式においても電荷密度が小さいので、電場による力は省略して、流体に及ぼす力は磁場による力 {\displaystyle {\boldsymbol {j}}\times {\boldsymbol {B}}} のみであるとする。
こうして、運動方程式と方程式（1）および（3）により方程式系は変数 {\displaystyle {\boldsymbol {v}}} と {\displaystyle {\boldsymbol {B}}} とで閉じて、見かけ上、電場 {\displaystyle {\boldsymbol {E}}} は完全に消去される。これが磁気流体力学の名の起こりである。しかし、電流を規定するという意味で電場の役割は本質的で、具体的問題では電場を考慮せずには解くことができないこともある。

## 有用な諸概念

### 磁場の圧力と張力
この節では都合により、ベクトル微分演算子 {\displaystyle \nabla } を用いる記法で記述する。
流体に働く力 {\displaystyle {\boldsymbol {f}}={\boldsymbol {j}}\times {\boldsymbol {B}}} は　{\displaystyle {\boldsymbol {j}}} に（1）式を代入し、変形すると
{\displaystyle {\boldsymbol {f}}=-\nabla \left({\frac {B^{2}}{2\mu }}\right)+{\frac {1}{\mu }}\left({\boldsymbol {B}}\cdot \nabla \right){\boldsymbol {B}}}　　：（4）
となる。ここで右辺第1項は磁場の等方的圧力 （{\displaystyle B^{2}/2\mu }） による力と解釈出来る。また第2項はその点での磁場方向の単位ベクトルを {\displaystyle {\boldsymbol {b}}}、その方向を z方向にとると
{\displaystyle {\frac {1}{\mu }}\left({\boldsymbol {B}}\cdot \nabla \right){\boldsymbol {B}}={\frac {\partial }{\partial z}}\left({\frac {B^{2}}{2\mu }}\right){\boldsymbol {b}}+{\frac {B^{2}}{\mu }}{\frac {\partial }{\partial z}}{\boldsymbol {b}}}　　：（5）
となり、第1項は磁場方向の張力で、（4）式第1項の z 成分と打ち消し合う。また第2項は磁力線が湾曲しているとき、
{\displaystyle {\frac {\partial }{\partial z}}{\boldsymbol {b}}={\frac {1}{R}}{\boldsymbol {e}}_{R}}　　：（6）
（ここで R は磁力線のその点での曲率半径、{\displaystyle {\boldsymbol {e}}_{R}} はその点から曲率中心へ向かう単位ベクトル）となることから解る通り、大きさ （{\displaystyle B^{2}/\mu }） の張力により流体を曲率中心の方向へ引っ張る力である。
かくして結局、流体に作用する力は
{\displaystyle {\boldsymbol {f}}=-\nabla _{\perp }\left({\frac {B^{2}}{2\mu }}\right)+{\frac {B^{2}}{\mu }}{\frac {1}{R}}{\boldsymbol {e}}_{R}}　　：（7）
（{\displaystyle \nabla _{\perp }} は磁力線に直角な2次元微分演算子）と書くことが出来て、磁力線に直角に働く大きさ ({\displaystyle B^{2}/2\mu }) の磁場の圧力と、磁力線の湾曲を引き延ばすように働く大きさ({\displaystyle B^{2}/\mu })の磁場の張力とからなる、と言うことが出来る。

### 理想MHD
MHDで、電気伝導度 {\displaystyle \sigma } を十分大きいとして {\displaystyle \sigma \rightarrow \infty } とおいたものを 理想MHD(ideal MHD) といい、広い応用をもつ。 そこではオームの法則（2）は電場を {\displaystyle {\boldsymbol {E}}=-{\boldsymbol {v}}\times {\boldsymbol {B}}} と定めるのに用いられ、電流 {\displaystyle {\boldsymbol {j}}} はアンペールの法則（1）により定まるものとされる。そして誘導の方程式（3）は右辺の第2項が省略出来て
{\displaystyle {\frac {\partial {\boldsymbol {B}}}{\partial t}}={\mbox{rot}}({\boldsymbol {v}}\times {\boldsymbol {B}})}　　：（8）
となる。理想MHDが使えるのは、式（3）右辺の第2項が第1項に比して十分小さく、（8）が正しくなる場合に限られる。
式（3）の右辺第1項と第2項との大きさの比は、流れを表す代表的な速度、大きさをそれぞれ U,L とすると、おおよそ
{\displaystyle R_{m}=\sigma \mu UL}　　：（9）
となり、磁気レイノルズ数( Magnetic Reynolds number )と呼ばれる。そして Rm ≫ 1 が理想MHDの適用出来る条件である。通常の実験室内の電導性流体ではRm は高々1の程度の大きさの量であるが、宇宙プラズマでは L が非常に大きいため、また超高温プラズマでは {\displaystyle \sigma } が非常に大きいために、いずれも Rm →∞ の仮定が十分正しくなり、理想MHDが適用される。

### 磁力線と流体との凍り付き
理想MHDのもっとも顕著な特色は磁力線と流体との凍り付きである。ある時刻の磁力線はその時の磁場分布だけで定まり、異なる時刻の磁力線同士を関係付ける方法は一般には存在しない。しかし、理想MHDのもとでは方程式（8）のおかげで、ある点の磁力線はそこでの流体の速度 {\displaystyle {\boldsymbol {v}}} で動く、すなわち磁力線は流体と一緒に動くとする扱いが許される。この現象を凍り付き(froze in)と言う。その結果、磁力線は流体により運ばれて時間とともに移動していく（対流）、もしくは磁力線は流体を凍り付かせて質量密度をもつ実体として運動する、という描像を画くことが出来る。
一方、もとの方程式（3）に戻れば、電気伝導度 {\displaystyle \sigma } が有限な場合は右辺第2項は磁場{\displaystyle {\boldsymbol {B}}} の拡散を表す。すなわち、{\displaystyle \sigma } が有限な場合は磁力線と流体との凍り付きは完全ではなく、磁場は流体中を拡散する。そしてその緩和時間は {\displaystyle t_{c}=\sigma \mu L^{2}} で与えられる。

### プラズマベータ
MHDで重要な無次元量は磁気レイノルズ数の他にもう一つあり、それがプラズマベータである。プラズマベータは流体の圧力と磁気圧の比であり、
{\displaystyle \beta ={\frac {P}{P_{mag}}}={\frac {2\mu P}{B^{2}}}}　　：（10）
と数式では表される。プラズマベータが1より大きいときは流体の圧力の影響が大きく磁力線は流体により運ばれ、1より小さい時は磁力線が流体を凍り付かせて運ぶ。

### 応用例 アルヴェーン波
一般に線密度 {\displaystyle \rho }、張力 T をもつ糸には速さ {\displaystyle {\sqrt {T/\rho }}} の横波が伝播する。上により、磁力線は流体に凍り付いているから、単位断面積の磁力管を考えると、それは線密度 {\displaystyle \rho _{m}}の流体の糸と見なせる（{\displaystyle \rho _{m}} は流体の質量密度）。そしてそれに大きさ {\displaystyle B^{2}/\mu } の張力がかかっているから、磁気流体中には磁力線に沿って速さ
{\displaystyle v_{A}={\frac {B}{\sqrt {\rho _{m}\mu }}}}　　：（11）
の横波が伝播する。これがアルヴェーン波である。